# Jindřich Holub
Jindřich Holub (* 23. září 1968) je český místní politik a sedlák, od roku 1992 starosta obce Pohleď, je známý především jako monarchista. Na své selské usedlosti se věnuje chovu skotu původního českého plemene.

## Život
Zasadil se o vybudování Selského muzea Michalův statek a stal se jeho správcem. Obec pod jeho vedením odkoupila historickou usedlost od původních majitelů roku 2000 a po opravách byl areál otevřen pro veřejnost 1. srpna 2004. Jako součást areálu provozuje také hospůdku, vybavenou v duchu přelomu 19. a 20. století.
Jindřich Holub na sebe upozornil v prosinci 2016, kdy jeho hospůdku navštívil ministr financí Andrej Babiš v doprovodu novinářů a Holub v rozhovoru s ním před televizními kamerami demonstrativně odmítl Elektronickou evidenci tržeb: „EET je elektronická obnova nevolnictví, vždyť já se s jedním vytočeným sudem za týden nikdy nedostanu na takovou úroveň, abych platil daně, tak proč mám investovat do nějaké pokladny?"
Při správě Michalova statku se Jindřich Holub věnuje také ruční výrobě šindelů pro opravy střech a tradiční řemeslo předvádí návštěvníkům muzea. V roce 2017 díky tomu získal titul Mistr tradiční rukodělné výroby Kraje Vysočina.

#### Politická činnost
Už od roku 1992 je Jindřich Holub starostou obce Pohleď u Světlé nad Sázavou.
Několik funkčních období byl ve funkci starosty jako nestraník, je členem Koruny České (monarchistické strany Čech, Moravy a Slezska), je předsedou místní společnosti v Pohledi a od roku 2017 působí jako člen předsednictva strany.

#### Propagace monarchie
Jindřich Holub se veřejně hlásí k monarchismu. Pro nepolitickou propagaci monarchie založil Spolek pro obnovu Českého království. Monarchistické zřízení by podle něj mohlo Čechům přinést řád, důstojnost a národní hrdost: „Odpadly by ty nechutnosti kolem volby prezidenta. Pozice monarchy je dědičná. Monarcha není ve vleku žádné politické strany. Pro svůj úřad by se monarcha vzdělával už od dětství, učil by se chovat a vystupovat. Znal by etiketu, cizí jazyky, nemuseli bychom se obávat, že udělá v cizině své zemi ostudu, Češi by na něho mohli být hrdí.“ Sám uvádí, že otevřenost lidí vůči monarchii se v posledních desetiletích zvyšuje a že zhruba polovina lidí, se kterými o tématu mluví jako průvodce muzea, by s obnovením monarchie neměla problém.
Pozornost českých i zahraničních médií si Jindřich Holub získal v srpnu 2016, když na návsi v Pohledi odhalil pomník rakouského císaře a českého krále Františka Josefa I. Jednalo se o připomenutí oslavy 60 let císařovy vlády roku 1908, kdy byly na návsi zasazeny čtyři lípy (do roku 2016 přežila jen jedna) a šlo po sto letech o první nový pomník tohoto panovníka, který byl na českém území odhalen.
V červnu 2020 zaštítil se Spolkem pro obnovu Českého království projekt Koruna pro Karla, tedy veřejnou sbírku na dar českých občanů Karlovi Habsburskému (který je vnukem a následníkem posledního českého krále Karla III.) k jeho 60. narozeninám 11. ledna 2021. Tímto darem se stala replika Svatováclavské koruny od šperkaře Jiřího Urbana, doplněná o sametový polštář a osmiboký kufr pro uložení. Na tento dar v ceně 300 tisíc korun přispělo asi 130 lidí. Předáním symbolického daru chce rozproudit debatu o znovuobnovení monarchie a skutečně tím vzbudil značnou mediální pozornost po vyhotovení a veřejném vystavení koruny v prosinci 2020. Původně plánované předání v době narozenin Karla Habsburského bylo však kvůli epidemiologické situaci při pandemii covidu-19 odloženo stejně jako řádový den Řádu sv. Jiří – evropského řádu Domu Habsbursko-Lotrinského v Praze v dubnu 2021, kdy se o předání daru také uvažovalo; nakonec se podařilo uskutečnit předání ve Vídni v odloženém termínu 28. května 2021, kdy se jako česká delegace zúčastnil kromě Jindřicha Holuba také autor kopie koruny Jiří Urban a Petr Krátký za Korunu Českou.